# 迪特·黑金
迪特·黑金（德語：Dieter Hecking，發音：[ˈdiːtɐ ˈhɛkɪŋ]，1964年9月12日—）是一名德国足球教练及前职业足球员。其球员时期曾先后在汉诺威96及布伦瑞克效力，并在退役后重返汉诺威执教。

## 球员生涯
黑金的球员生涯始于威斯特伐利亚索斯特（Westfalia Soest）。其后又先后转投索斯特（Soester SV）、利普施塔特和帕德博恩等队。1983年，黑金加盟门兴格拉德巴赫。在德甲的两年时间里，他共代表球队上阵6场。
至1985-86赛季，他又转会到当时还在参加德乙的黑森卡塞尔。在黑森，他与另一名中场球员洛塔尔·希佩尔共同组成主教练约尔格·贝格麾下的“黄金拍档”，于102场德乙比赛中合共射入18球。即便在卡塞尔降入地区联赛后，他也很快带领球队重新升级，并在1989年成为该级别联赛的最佳射手。黑金在黑森卡塞尔效力期间主要担当攻击中场和前锋。
离开黑森卡塞尔后，黑金的下一站是瓦德霍夫曼海姆，从1990年至1992年，他共代表球队参加了54场德乙比赛，并射入14球。黑金在首个赛季所取得的11球都是作为中场球员射入的。此时他的队友包括刚刚开始职业生涯的克里斯蒂安·沃恩斯和老将诺伯特·纳赫特韦。
1992年，黑金又转会至同级别的另一支球队莱比锡，并在1992-93赛季的德乙比赛中出场31次及射入1球。同年他随球队以德乙季军身份升入德甲，在接下来的1993-94赛季德甲中继续保持稳定发挥并出场30次。然而，他却无法阻止球队直接降级。
1994年，黑金来到当时身处西部/西南部地区联赛的帕德博恩-诺伊豪斯。而在1996-97赛季的上半程期间，他又转投至身处北部地区联赛的汉诺威96。黑金在1997-98赛季随汉诺威升入德乙，并在接下来的赛季中出场16次及射入5球。此后，他的球员生涯在布伦瑞克渐告结束。
在黑金的整个球员生涯期间，除了录得36次德甲联赛上阵记录外，他还参加过203场德乙联赛（38球）、141场地区联赛（46球）和61场高级联赛（39球）。

## 教练生涯
2000年7月1日，黑金接任北部地区联赛球队费尔的主教练职务，从而正式开始管理生涯。他在处子赛季中胜任有余，率领费尔在冬歇期时排名第七。然而，黑金声称他正寻求一份新岗位的举动却激怒了俱乐部，后者于2001年1月31日解雇了黑金，此时他仅执教球队参加过20场比赛。
黑金在赋闲后不久便重新得到另一支北部地区联赛球队吕贝克的邀请，并于2001年3月27日就任主教练。同样，黑金在剩余的比赛中工作扎实，率领吕贝克以第三名完赛，仅以1分之差未及升级区。在此基础下，球队得以在来季夺得北部地区冠军并升入德乙。在2002-03赛季，黑金又设法确保了吕贝克维持在德乙积分榜中游的位置。然而在接下来的赛季却并不成功，球队占据了最后一个降级名额，跌落回北部地区联赛。这也导致吕贝克宣布不再与黑金续约，后者于2004年5月25日离职。
这一次黑金也没有赋闲太久，仅在一周后，刚刚升入德甲的亚琛宣布，他将自2004年7月起执掌球队的教鞭，以接替离职的约尔格·贝格。然而黑金率领亚琛征战顶级联赛的时间却非常短。仅在三场比赛过后，他便为了加盟老东家、即另一支德甲球队汉诺威96而要求离开亚琛，以填补前者解雇彼得·诺伊鲁勒后所留下的空缺。讽刺的是，压垮诺伊鲁勒的最后一根稻草便是其在主场以0比3不敌黑金所率领的亚琛。
黑金于2006年9月7日加盟汉诺威96。他接管主教练的工作也在同一天正式生效。然而，代理主教练米高·舒祖堡仍然率队参赛直至2006年9月9日对阵德累斯顿迪纳摩的德国杯比赛之后。黑金将汉诺威96从他接手时的惨淡开局（联赛排名垫底）逐渐重回正轨。因此球队通过良好的运作闯入了该赛季的德国杯八强，并在联赛中非常舒服的以第11名完赛。而在经历了令人失望的2008-09赛季和开局慢热的2009-10赛季后，黑金于2009年8月19日主动辞去汉诺威96的主教练职务。
2009年12月22日，黑金是在纽伦堡于前一天解雇原主教练米夏埃尔·奥恩宁的背景下，作为继任者的“理想人选”而加盟该队。经过一个表现稍好的下半赛季后，纽伦堡才勉强获得在赛季结束后参加升、降级附加赛的资格。在附加赛的首回合比赛中，黑金率队以1比0主场战胜奥格斯堡，次回合再以2比0完胜，因此球队最终获得保级。次年，黑金利用租借球员和年轻小将将纽伦堡打造成一个成功的团队。他在这个赛季共启用了10位23岁以下的球员完成德甲首秀，同时球队依然能够远离降级区。在2011年春季的一轮冲刺后，纽伦堡位居积分榜第6，并以此排名维持至赛季结束。而在俱乐部此前的德甲历史上，只有两次季末排名比该季更前。在2011-12赛季开始前，黑金延长了他与纽伦堡的合同直至2014年。而在一些主力球员离开后，他不得不在一些关键的位置上对球队进行再次重建。球队在上半赛季结束时尚未存在降级的危险，唯以积分榜中游靠后的名次领先降级区8分。
2012年12月22日，黑金转会至德甲竞争对手沃尔夫斯堡，并签署了一份期至2016年的主教练合同。随后于在2013年1月19日的联赛首秀中，他率队以2比0战胜斯图加特。

## 执教数据
最後更新：2015年4月11日
| 俱乐部     | 自             | 至             | 成绩 | 成绩 | 成绩 | 成绩 | 成绩  | 成绩   |
| 俱乐部     | 自             | 至             | 场   | 胜   | 平   | 负   | 胜率  | 注     |
| ---------- | -------------- | -------------- | ---- | ---- | ---- | ---- | ----- | ------ |
| 费尔       | 2000年7月1日   | 20011月31日    | 20   | 8    | 7    | 5    | 40.00 |        |
| 吕贝克     | 2001年3月27日  | 2004年6月30日  | 181  | 82   | 38   | 61   | 45.30 |        |
| 亚琛       | 2004年7月1日   | 2006年9月7日   | 83   | 42   | 14   | 27   | 50.60 | [ 19 ] |
| 汉诺威96   | 2006年9月7日   | 2009年8月19日  | 109  | 39   | 30   | 40   | 35.78 | [ 20 ] |
| 纽伦堡     | 2009年12月22日 | 2012年12月22日 | 112  | 42   | 23   | 47   | 37.50 | [ 21 ] |
| 沃尔夫斯堡 | 2012年12月22日 | 2016年10月17日 | 163  | 81   | 39   | 43   | 49.69 | [ 22 ] |
| 总计       | 总计           | 总计           | 668  | 294  | 151  | 223  | 44.01 | —      |

## 執教球隊榮譽
德国吕贝克 VfB Lübeck
- 德国足球地区联赛北区冠军：2001/2002 (晋级德乙)
- 石勒苏益格-荷尔斯泰因杯冠军：2001

德国亚琛 Alemannia Aachen
- 德国足球乙级联赛亚军：2005/2006 (晋级德甲)

德国沃尔夫斯堡 VfL Wolfsburg
- 德国杯冠軍：2014/2015
- 德国超级杯冠軍：2015